# Blue Monday (fumetto)
Blue Monday è una serie a fumetti creata, scritta ed illustrata dalla fumettista statunitense Chynna Clugston Flores. Essa racconta le varie avventure di Bleu L. Finnegan e delle sue amiche mentre frequentano il liceo all'inizio degli anni '90, in particolare nel periodo 1991-93.

## Ambientazione
La storia si svolge nei primi anni Novanta principalmente a Deadwood, fittizia cittadina settentrionale della California, ispirata a Oakhurst e Coarsegold, dove l'autrice trascorse gli anni del liceo. I personaggi principali frequentano tutti la Jefferson High School, basata sulla Yosemite High School di Oakhurst. Nelle vicinanze si trova la città più grande di Fresburger ( Fresno).

## Tematiche
Chynna Clugston Flores ha dichiarato che Blue Monday è una storia «su un gruppo di ragazzi outcast che sono completamente odiosi e si trovano a divertirsi senza fine e senza essere autodistruttivi ... Ascoltano molta musica, sognano ad occhi aperti senza sosta, sono totalmente provocati dagli ormoni e hanno un debole per il male e nel farsi degli scherzi».
 Ha inoltre descritto la serie come un «Archie sotto crack, con imprecazioni e fumi.»
I personaggi principali sono emarginati sociali nella loro comunità convenzionale e conservatrice e si affidano l'un l'altro per affrontare la noia, il bullismo, l'amore, gli insegnanti vendicativi e tutte le sfide tipiche dell'adolescenza e della maggiore età. Gli interessi dei personaggi (specialmente quelli di Bleu) per la musica e la cultura pop influenzano sempre il loro agire.

## Influenze e genesi
Clugston Flores ha dichiarato che le sue esperienze personali alla scuola superiore hanno contribuito a plasmare la serie. In particolare, una scena che vede Bleu tentare di diventare una mascotte è quasi identica alla sua esperienza di vita reale. I personaggi Bleu e Clover sono basati su alcuni aspetti della sua personalità e della sua storia.
Lo stile grafico dei manga è stato un ulteriore fonte d'ispirazione per la serie, in particolare quello di Rumiko Takahashi e Adam Warren. Dan DeCarlo (Archie Comics) ed i fratelli Hernandez (Love and Rockets) sono stati altri due artisti che hanno ispirato Clugston Flores.
La sottocultura mod è diffusa in tutta la serie ed a tal proposito Christine Feldman, nel suo libro We Are the Mods, dichiara che Blue Monday ha riconcettualizzato la femminilità Mod.
La pop music è un'ulteriore parte molto significativa del fumetto. Esso stesso, tutte le miniserie e tutti i singoli episodi prendono di fatto il titolo da canzoni pop. Alcuni dei generi rappresentati sono il rock in stile mod degli anni Sessanta (The Who, The Kinks), la New Wave (Adam Ant, The Jam, New Order, dal cui omonimo singolo prende il nome l'intera opera) lo ska (The Beat, The Specials), il punk rock ed il Britpop (Blur).
Inoltre il cinema coming-of-age e delle commedie romantiche degli anni Ottanta ha influenzato la serie, in particolare i lavori di John Hughes e "Savage" Steve Holland.

## Raccolte
Le raccolte degli episodi di Blue Monday non vennero pubblicate seguendo la numerazione. Al tempo infatti, i volumi furono rilasciati nell'ordine: uno, due, quattro, tre. Poiché diverse storie fanno riferimento a eventi passati, questo creò una certa confusione durante la lettura. In una storia aggiuntiva nel quarto volume, Clugston parla di questo problema.
| # | Cronologia | Titolo                           | ISBN                   | Data              | Contenuti                                                                                                 |
| - | ---------- | -------------------------------- | ---------------------- | ----------------- | --- |
| 1 | 1          | The Kids Are Alright (Oni Press) | ISBN 1-929998-07-4     | Dec 8, 2000       | The Kids Are Alright #1–3 and the short stories                                                           |
|   |            | (Image Comics)                   | ISBN 978-1-63215-704-1 | July 27, 2016     | |
| 2 | 2          | Absolute Beginners (Oni Press)   | ISBN 1-929998-17-1     | December 12, 2001 | Absolute Beginners #1–4                                                                                   |
|   |            | (Image Comics)                   | ISBN 978-1-63215-873-4 | December 7, 2016  | |
| 3 | 4          | Inbetween Days (Oni Press)       | ISBN 1-929998-66-X     | Oct 13, 2003      | Dead Man's Party, Blue Belles, Lovecats, Nobody's Fool, Everything's Gone Green, Everybody Plays the Fool |
|   |            | (Image Comics)                   | ISBN 978-1-63215-874-1 | July 19, 2017     | |
| 4 | 3          | Painted Moon                     | ISBN 1-932664-11-4     | Jun 14, 2005      | Painted Moon #1–4                                                                                         |